# Virtual Rom Controller
Virtual Rom Controller（VRC）は、コナミ（後にコナミデジタルエンタテインメントへ分社）が開発したファミリーコンピュータ用のROMバンクコントロールチップである。

## VRC搭載ゲーム
- RC815 がんばれゴエモン!からくり道中[1]
- RC816 キングコング2 怒りのメガトンパンチ[1]

## VRC II搭載ゲーム
- RC819 月風魔伝[1]
- RC825 コナミワイワイワールド[1]
- RC826 魂斗羅[1]
- RC828 じゃりン子チエばくだん娘の幸せさがし[1]
- RC833 がんばれゴエモン2[1]
- RC840 がんばれゴエモン外伝 きえた黄金キセル

## VRC III搭載ゲーム
- RC821 沙羅曼蛇

## VRC IV搭載ゲーム
- RC832 グラディウスII
- RC841 ツインビー3 ポコポコ大魔王[2]
- RC847 悪魔城すぺしゃる　ぼくドラキュラくん
- RC849 パロディウスだ!
- RC850 ワイワイワールド2 SOS!!パセリ城[2]
- RC856 クライシスフォース
- RC857 がんばれゴエモン外伝2〜天下の財宝〜
- RC860 タイニートゥーンアドベンチャーズ

## VRC V搭載
- ファミコンCAI学習アダプター Q太[3]

## VRC VI搭載ゲーム
- RC845 悪魔城伝説
- RC846 魍魎戦記MADARA
- RC861 エスパードリーム2 新たなる戦い

## VRC VII搭載ゲーム
- RC851 ラグランジュポイント
- RV051 タイニートゥーンアドベンチャーズ2モンタナランドへようこそ（バンクコントローラとしての使用であり、拡張音源は未使用）